# Basler Homer-Kommentar
Der Basler Homer-Kommentar (internationale Abkürzung: BK) ist ein Projekt zur Erstellung eines wissenschaftlichen Gesamtkommentars zum Homerischen Epos Ilias. Das Projekt wird von den Basler Professoren der Klassischen Philologie Anton Bierl und Joachim Latacz geleitet und vom Schweizerischen Nationalfonds sowie mehreren schweizerischen und deutschen privaten Stiftungen finanziert.

## Konzeption
Der Basler Homer-Kommentar geht in seiner Grundkonzeption auf den Homer-Kommentar von Ameis-Hentze-Cauer zurück, der im späten 19. und frühen 20. Jahrhundert von den Gymnasiallehrern Carl Friedrich Ameis, Carl Hentze und dem Universitätsprofessor Paul Cauer erstellt und mehrfach überarbeitet worden war; er erschien bis zum Jahr 1913 in sieben Auflagen. Die seither erzielten immensen Fortschritte der Forschung auf den verschiedenen einschlägigen Forschungsfeldern (unter anderem: Sprache, Realien, Struktur) und die Entwicklung der Mykenologie (Linearschrift B) sowie der Oral Poetry im 20. Jahrhundert gaben dem Projektbegründer Joachim Latacz den Anstoss für die Konzeption eines neuen umfassenden wissenschaftlichen Kommentars auf der Basis der gesamten internationalen Homer-Forschung.
Der Aufbau des Kommentars folgt einem Stufen-System, das die Bedürfnisse von Schülern und Studenten, von Gymnasial- und Hochschullehrern, von Altertumswissenschaftlern ebenso wie von Homer-Spezialisten, aber auch von Nutzern ohne Altgriechisch-Kenntnisse berücksichtigt.

## Erscheinungsweise
Die 24 Gesänge (Bücher) der Ilias werden in Einzelbänden kommentiert. Nach dem grundlegenden Prolegomena-Band erscheint seit 2000 für jeden Gesang ein Faszikel mit dem griechischen Text (von Martin L. West) und der deutschen Übersetzung (von Joachim Latacz; in Jamben) sowie ein Faszikel mit dem Kommentar, der von jeweils einem der ständigen Mitarbeiter erarbeitet wird. Bisher sind die Doppelbände zu den Gesängen 1, 2, 3, 4, 6, 16, 18, 19 und 24 erschienen. Die Doppelbände zu den Gesängen 7, 9, 14 und 22 sind in Arbeit (Stand: Dezember 2017).
Mitarbeiter (zugleich Kommentatoren) sind derzeit die jüngeren promovierten Homer-Experten Marina Coray und Martha Krieter; für frühere Bände waren Claude Brügger, Edzard Visser, Robert Plath, Magdalene Stoevesandt und Katharina Wesselmann beschäftigt. Als freie Mitarbeiter und Berater fungieren an der Universität Basel der Althistoriker Jürgen von Ungern-Sternberg, der Klassische Archäologe Martin Guggisberg und der Sprachwissenschaftler Rudolf Wachter; außerdem von der Ohio State University der Klassische Philologe und Religionswissenschaftler Fritz Graf. Weitere beteiligte Spezialisten von auswärtigen Universitäten sind Rudolf Führer und Sebastiaan van der Mije (Hamburg, Lexikon des frühgriechischen Epos am Thesaurus Linguae Graecae), Irene de Jong (Universiteit van Amsterdam), René Nünlist (Universität zu Köln) und Martin L. West (University of Oxford), David F. Elmer (Harvard University) und Françoise Létoublon (Universität Grenoble); vormals außerdem der Prähistoriker Peter Jablonka (Troja-Projekt der Eberhard Karls Universität Tübingen) und der Sprachwissenschaftler Michael Meier-Brügger (Freie Universität Berlin).
Der Basler Kommentar erscheint unter der Herausgeberschaft Bierl/Latacz in der Reihe Sammlung wissenschaftlicher Commentare. Die Einzelbände erschienen zunächst im B. G. Teubner Verlag (Leipzig), der die Rechte am Ameis-Hentze-Cauer innehatte, dann im K. G. Saur Verlag, München/Leipzig. Seit 2006 wird das Werk beim Verlag Walter de Gruyter (Berlin/New York) verlegt.

## Veröffentlichungen
- Prolegomena, 3. durchgesehene Auflage, Berlin/New York 2009 (1. Auflage 2000, 2. Auflage 2002). – Inhalt: (1) Homer-Kommentierung von den Anfängen bis zu diesem Kommentar (Latacz) – (2) Geschichte des Textes (West) – (3) Formelhaftigkeit und Mündlichkeit (Latacz) – (4) Grammatik der homerischen Sprache (Wachter) – (5) Homerische Metrik (Nünlist) – (6) Figurenbestand der Ilias. Götter (Graf) / Menschen (Stoevesandt) – (7) Struktur der Ilias (Latacz) – (8) Homerische Poetik in Stichwörtern (Nünlist/de Jong) – (9) Figuren-Index (Stoevesandt) – (10) Wort-Index Homerisch–Mykenisch (Wachter). ISBN 978-3-11-022153-4.
- Band I: Erster Gesang (A). Faszikel 1: Text und Übersetzung, 3. durchgesehene Auflage, Berlin/New York 2009 (1. Auflage 2000, 2. Auflage 2002). ISBN 978-3-11-022118-3.
- Band I: Erster Gesang (A). Faszikel 2: Kommentar (Latacz/Nünlist/Stoevesandt), 3. durchgesehene Auflage, Berlin/New York 2009 (1. Auflage 2000, 2. Auflage 2002). ISBN 978-3-11-020611-1.
- Band II: Zweiter Gesang (B). Faszikel 1: Text und Übersetzung, München/Leipzig 2003, 2. Auflage 2010. ISBN 3-598-74305-X.
- Band II: Zweiter Gesang (B). Faszikel 2: Kommentar (Brügger/Stoevesandt/Visser, unter der Leitung von Latacz), München/Leipzig 2003, 2. Auflage 2010. ISBN 3-598-74306-8.
- Band III: Dritter Gesang (Γ). Faszikel 1: Text und Übersetzung, Berlin/New York 2009. ISBN 978-3-11-020143-7.
- Band III: Dritter Gesang (Γ). Faszikel 2: Kommentar (Krieter-Spiro), Berlin/New York 2009. ISBN 978-3-11-020144-4.
- Band IV: Sechster Gesang (Z). Faszikel 1: Text und Übersetzung, Berlin/New York 2008. ISBN 978-3-11-020146-8.
- Band IV: Sechster Gesang (Z). Faszikel 2: Kommentar (Stoevesandt), Berlin/New York 2008. ISBN 978-3-11-020145-1.
- Band VI: Neunzehnter Gesang (T). Faszikel 1: Text und Übersetzung, Berlin/New York 2009. ISBN 978-3-11-020615-9.
- Band VI: Neunzehnter Gesang (T). Faszikel 2: Kommentar (Coray), Berlin/New York 2009. ISBN 978-3-11-020616-6.
- Band VIII: Vierundzwanzigster Gesang (Ω). Faszikel 1: Text und Übersetzung, Berlin/New York 2009. ISBN 978-3-11-020619-7.
- Band VIII: Vierundzwanzigster Gesang (Ω). Faszikel 2: Kommentar (Brügger), Berlin/New York 2009. ISBN 978-3-11-020620-3.
- Band IX: Sechzehnter Gesang (Π). Faszikel 1: Text und Übersetzung, Berlin/New York 2016, ISBN 978-3-11-020612-8.
- Band IX: Sechzehnter Gesang (Π). Faszikel 2: Kommentar (Brügger), Berlin/New York 2016, ISBN 978-3-11-020653-1.
- Band X: Vierzehnter Gesang (Ξ). Faszikel 1: Text und Übersetzung, Berlin/New York 2015, ISBN 978-3-11-039966-0.
- Band X: Vierzehnter Gesang (Ξ). Faszikel 2: Kommentar (Krieter-Spiro), Berlin/New York 2015, ISBN 978-3-11-039967-7.
- Band XI: Achtzehnter Gesang (Σ). Faszikel 1: Text und Übersetzung, Berlin/New York 2016, ISBN 978-3-11-039970-7.
- Band XI: Achtzehnter Gesang (Σ). Faszikel 2: Kommentar (Coray), Berlin/New York 2016, ISBN 978-3-11-039971-4.
- Band XII: Siebter Gesang (Η). Faszikel 1: Text und Übersetzung, Berlin/New York 2020, ISBN 978-3-11-040573-6.
- Band XII: Siebter Gesang (Η). Faszikel 2: Kommentar (Wesselmann), Berlin/New York 2020, ISBN 978-3-11-040574-3.
- Band XIII: Vierter Gesang (Δ). Faszikel 1: Text und Übersetzung, Berlin/New York 2017, ISBN 978-3-11-046639-3.
- Band XIII: Vierter Gesang (Δ). Faszikel 2: Kommentar (Coray/Krieter-Spiro/Visser), Berlin/New York 2017, ISBN 978-3-11-046640-9.